# Drapeaux d'Amérique du Nord

Les drapeaux des États d'Amérique du Nord.

Liste des drapeaux des États et dépendances d'Amérique du Nord et des Organisations internationales présentes.

## Organisations internationales

Drapeau de l'Organisation des États américains
Drapeau de la Communauté caribéenne
Drapeau du Système d'intégration centraméricain
Drapeau de l'Organisation du traité de l'Atlantique nord
Drapeau de l'accord de libre échange nord-américain (ALENA)

## Amérique du Nord

### Nations

Drapeau du Canada Voir aussi: Liste des drapeaux du Canada
Drapeau des États-Unis Voir aussi: Liste des drapeaux des États des États-Unis
Drapeau du Mexique Voir aussi: Liste des drapeaux du Mexique

### Territoires

Drapeau des Bermudes (Territoire d'outre-mer du Royaume-Uni)
Drapeau de Clipperton (Propriété domaniale de la France)
Drapeau du Groenland (Pays constitutif du Royaume du Danemark)
(Non officiel) Drapeau de Saint-Pierre-et-Miquelon (Collectivité d'outre-mer de la France)

## Amérique centrale

### Nations

Drapeau du Belize
Drapeau du Costa Rica
Drapeau du Guatemala
Drapeau du Honduras
Drapeau du Nicaragua
Drapeau du Panama
Drapeau du Salvador

## Caraïbes

### Nations

Drapeau d'Antigua et Barbuda
Drapeau des Bahamas
Drapeau de la Barbade Voir aussi: Liste des drapeaux de la Barbade
Drapeau de Cuba
Drapeau de la Dominique
Drapeau de Grenade
Drapeau de Haïti
Drapeau de la Jamaique Voir aussi: Liste des drapeaux de la Jamaique
Drapeau de la République dominicaine
Drapeau de Saint-Christophe-et-Niévès
Drapeau de Sainte-Lucie
Drapeau de Saint-Vincent-et-les-Grenadines
Drapeau de Trinidad et Tobago

### Territoires

Drapeau d'Anguilla (Territoire d'outre-mer du Royaume-Uni)
Drapeau d'Aruba (État du Royaume des Pays-Bas)
Drapeau de Bonaire (Commune à statut particulier du Royaume des Pays-Bas)
Drapeau des îles Caïmans (Territoire d'outre-mer du Royaume-Uni)
Drapeau de Curaçao (État du Royaume des Pays-Bas)
(Non officiel) Drapeau de la Guadeloupe (Département d'outre-mer de la France)
Drapeau de la Martinique (Département d'outre-mer de la France)
Drapeau de Montserrat (Territoire d'outre-mer du Royaume-Uni)
Drapeau de Porto Rico (Territoires non incorporés et organisés) Voir aussi: Liste des drapeaux de Porto Rico
Drapeau de Saba (Commune à statut particulier du Royaume des Pays-Bas)
(Non officiel) Drapeau de Saint-Barthélemy (Collectivité d'outre-mer de France)
Drapeau de Saint-Eustache (Commune à statut particulier du Royaume des Pays-Bas)
Drapeau de Saint-Martin (Royaume des Pays-Bas) (État du Royaume des Pays-Bas)
Drapeau des îles Turques-et-Caïques (Territoire d'outre-mer du Royaume-Uni)
Drapeau des îles Vierges britanniques (Territoire d'outre-mer du Royaume-Uni)
Drapeau des îles Vierges des États-Unis (Territoire organisé des États-Unis)